# Congosto
Congosto est une commune d'Espagne dans la province de León, communauté autonome de Castille-et-León.
Elle s'étend sur 36,81 km2 et comptait environ 1 591 habitants en 2015.